# Fuoco amico (album)
Fuoco amico è un album dal vivo di Francesco De Gregori pubblicato nel 2002.

## Tracce
1. Bambini venite parvulos - 5.37
2. Un guanto - 6.09
3. Povero me - 5.07
4. Generale - 3.59
5. Spad VII S2489 - 5.42
6. Cercando un altro Egitto - 4.47
7. Condannato a morte - 7.40
8. Vecchi amici - 4.47
9. I muscoli del capitano - 4.45
10. Sangue su sangue - 6.26
11. Battere e levare - 6.49
12. La casa di Hilde - 6.08
13. L'attentato a Togliatti - 3.05 (inedito)